# The Molasses Flood
The Molasses Flood était un studio de développement de jeux vidéo indépendants basé à Boston, dans le Massachusetts. Racheté en 2021 par CD Projekt, le studio est finalement absorbé par l'entreprise en avril 2025.

## Histoire
Le studio est fondé en 2014 par d'anciens développeurs des séries Bioshock, Halo et Guitar Hero,.
Le 22 octobre 2021, The Molasses Flood est racheté par la société polonaise CD Projekt pour un montant non divulgué,,,. 
En octobre 2022, CD Projekt dévoile lors d'une présentation stratégique l'ensemble de ses projets à venir. L'un d'entre eux, « Project Sirius », est un projet de jeu multijoueur dans l'univers de The Witcher, développé par The Molasses Flood avec le soutien de CD Projekt Red, la division de CD Projekt spécialisée dans le développement de jeux originaux. Plus de 60 personnes participent à « Project Sirius » et Damian Isla en est nommé directeur du design,,.
Le 20 mars 2023, CD Projekt annonce une dépréciation massive des coûts liés au développement de « Project Sirius ». Le 11 mai 2023, alors que la société polonaise a terminé de « définir un nouveau cadre » pour le jeu, 29 employés de The Molasses Flood sont licenciés (21 aux États-Unis et 8 en Pologne),,.
Le 1er avril 2025, The Molasses Flood est absorbé par CD Projekt, les employés continuant de travailler sur « Project Sirius ». Quelques jours plus tard, Damian Isla, cofondateur du studio, quitte l'entreprise,,.

## Jeux développés
| Titre                  | Date de sortie | Genre                           | Plateformes                                                     | Éditeur       |
| ---------------------- | -------------- | ------------------------------- | --------------------------------------------------------------- | ------------- |
| The Flame in the Flood | 2016           | Aventure, survie, roguelike     | Windows, Linux, MacOS, Xbox One, PlayStation 4, Nintendo Switch | Curve Digital |
| Drake Hollow (en)      | 2020           | Aventure, survie, tower defense | Windows, Linux, Xbox One                                        | Curve Digital |